# Wald-Hainsimse
Die Wald-Hainsimse (Luzula sylvatica), auch Große Hainsimse genannt, ist eine Pflanzenart aus der Gattung der Hainsimsen (Luzula) innerhalb der Familie der Binsengewächse (Juncaceae). Sie wird als Zierpflanze verwendet.

## Beschreibung

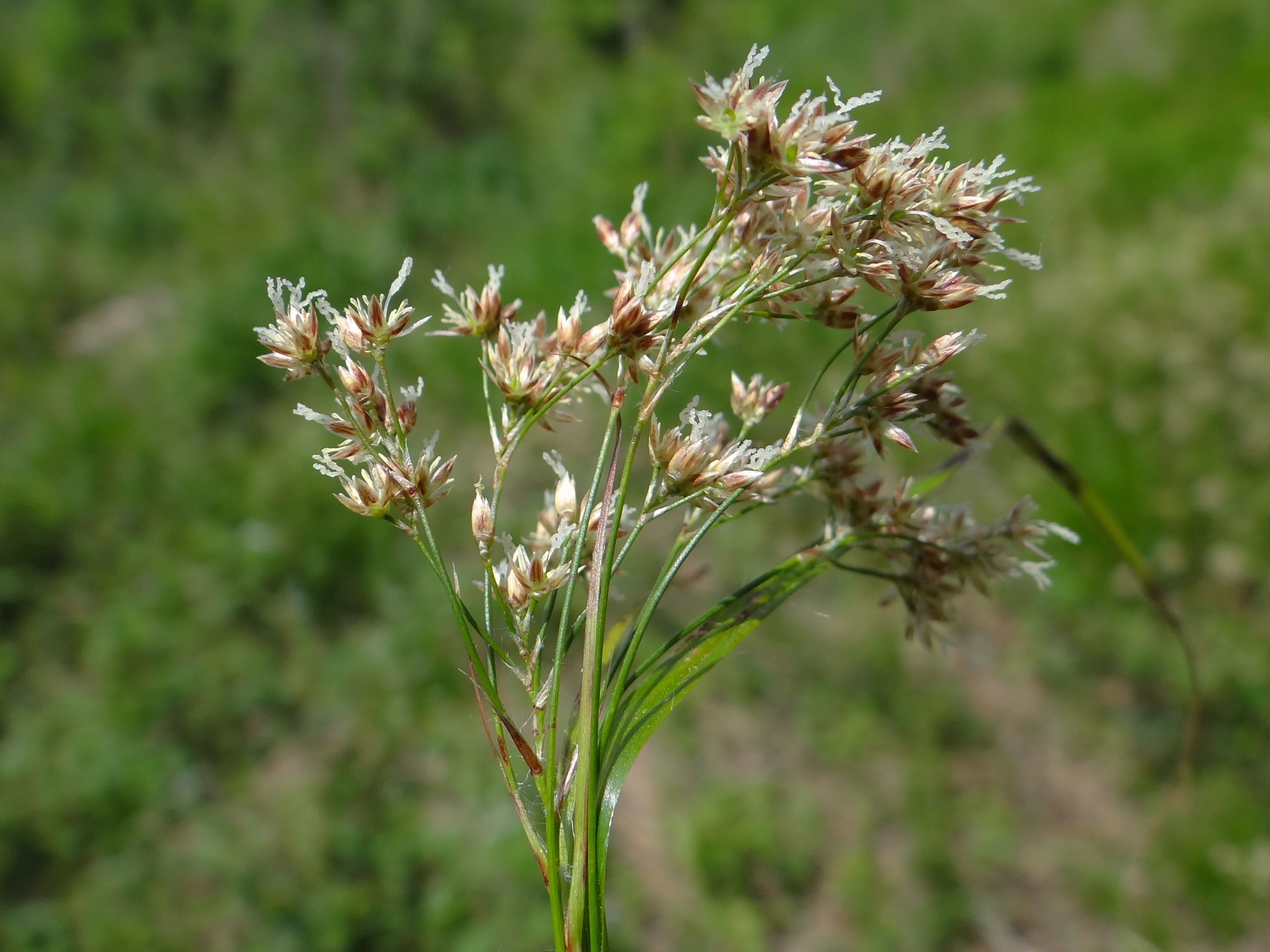
Blütenstand

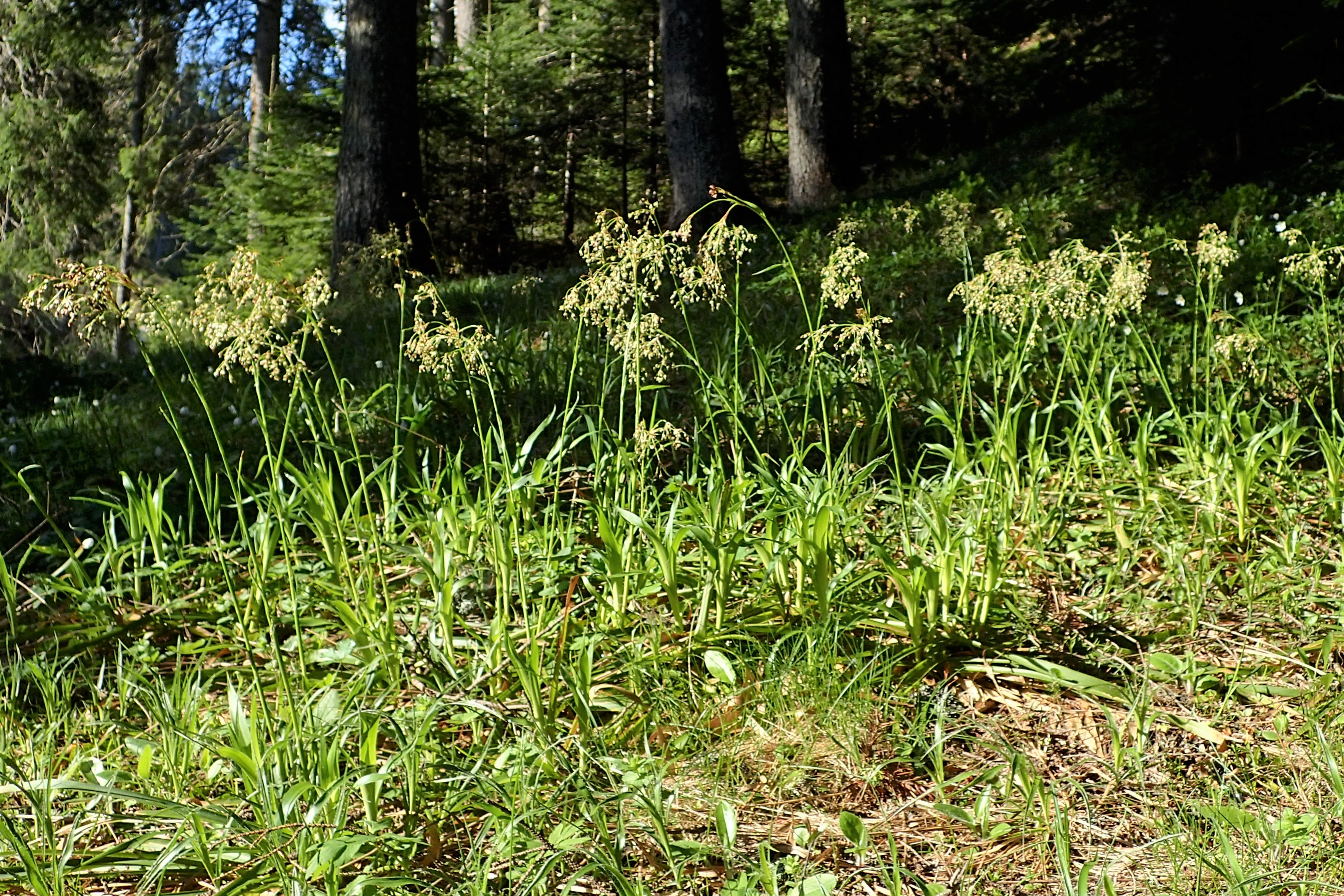
Wald-Hainsimse (Luzula sylvatica) im Bestand

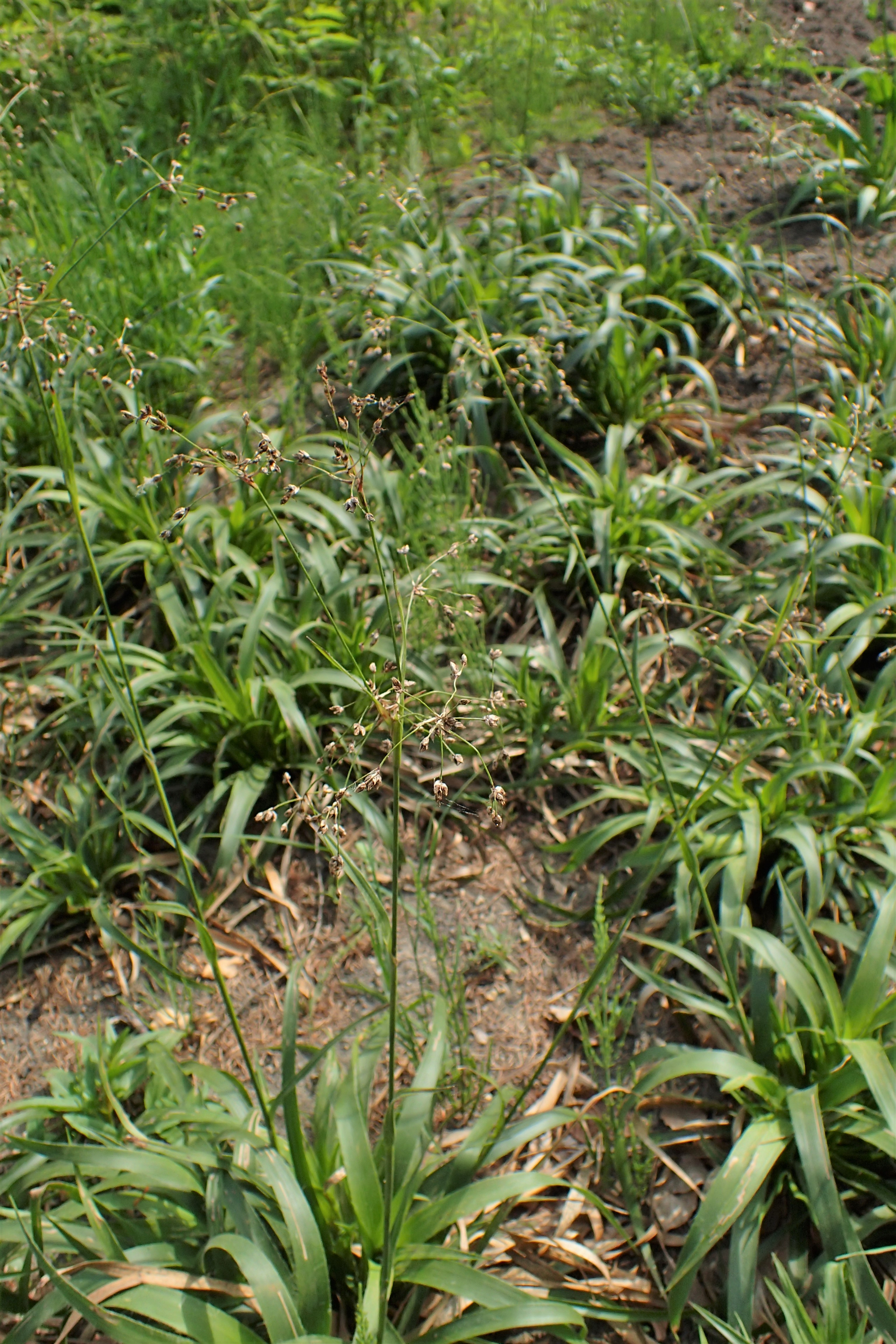
Siebers Wald-Hainsimse (Luzula sylvatica subsp. sieberi)

### Vegetative Merkmale
Die Wald-Hainsimse ist eine grün überwinternde ausdauernde krautige Pflanze und erreicht Wuchshöhen von 30 bis 80, selten bis zu 100 Zentimetern. Die aufrechten, kräftigen Stängel sind im Querschnitt rund, glatt, bis zum oberen Ende beblättert und am Grund bis 3 Millimeter dick. Die starren, am Rand dicht bewimperten Grundblätter sind bis 30 Zentimeter lang und oft über 1, selten bis zu 3 Zentimeter breit und sind glänzend dunkelgrün. Ihre Blattscheiden sind braun bis graubraun. Die Stängelblätter sind mit einer Breite bis zu 5 Millimetern schmaler und nur bis zu 10 Zentimeter lang.
Die oberen Stängelblätter sind kürzer als der Blütenstand.

### Generative Merkmale
Die Blütezeit erstreckt sich von April bis Mai. Der endständige Blütenstand ist eine lockere, reich verzweigte Spirre mit dünnen, aufrechten bis abstehenden Ästen. Die oberen Verzweigungen dieser Äste sind oft zurückgekrümmt oder herabgeschlagen. Die Tragblätter des Blütenstands sind meist viel kürzer als der Blütenstand. Die Vorblätter der Blüten sind viel kürzer als die Blüten. Zwei oder meist drei bis fünf Blüten sind einander genähert. Die Blütenhüllblätter sind 2 bis 4, selten bis zu 4,5 Millimeter lang, braun bis dunkel-braun mit weißem Hautrand, die äußeren sind lanzettlich und fein zugespitzt; die inneren sind deutlich länger und stumpflich mit einer kleinen Stachelspitze. Die sechs Staubblätter sind etwas kürzer als die Blütenhüllblätter. Die Staubbeutel sind drei- bis sechsmal so lang wie die Staubfäden. Der Griffel endet in drei aufrechten, langen, blass-grüne Narben.
Die kastanienbraune Kapselfrucht ist bei einer Länge von 3,5 bis, meist 4 bis 4,4 Millimetern dreikantig-kegelförmig mit lang zugespitztem oberen Ende und etwa so lang wie die Blütenhüllblätter. Die Samen tragen gelbliche Anhängsel (Elaiosomen).
Die Chromosomenzahl beträgt 2n = 12.

## Ökologie
Bei der Wald-Hainsimse handelt es sich um einen Hemikryptophyten.

## Vorkommen
Die Wald-Hainsimse ist in fast ganz Europa und in Asien bis zum Kaukasusraum verbreitet. In Europa kommt sie vor allem im Westen und Süden vor.
Die Wald-Hainsimse gedeiht hauptsächlich in frischen Laub- und Nadelwäldern und feuchten Wiesen. Ihre Standorte sind mäßig schattige Wälder, vor allem saure Buchenwälder (aus dem Unterverband Luzulo-Fagenion), aber auch Fichten- und Lärchenwälder, darüber hinaus auch Latschengebüsche und alpine Hochstaudenfluren. Die Wald-Hainsimse kommt in Pflanzengesellschaften der Verbände Fagion, Piceion, Quercion roboris und Genistion vor. Die Wald-Hainsimse ist kalkmeidend und gedeiht auf gut durchfeuchteten, modrig-humosen, mäßig sauren bis sauren Böden. Vor allem in luftfeuchten Regen- und Schneelagen (West- und Nordhänge) bildet sie ausgedehnte Bestände und wirkt einer natürlichen Bewaldung entgegen (verjüngungshemmend). Die Wald-Hainsimse wächst vom Flachland bis ins Gebirge und hat ihren Verbreitungsschwerpunkt in Höhenlagen von 500 bis 2000 Metern. In den Allgäuer Alpen steigt sie am Rauheckgipfel in Bayern bis zu einer Höhenlage von 2380 Metern auf.
Die ökologischen Zeigerwerte nach Landolt et al. 2010 sind in der Schweiz: Feuchtezahl F = 3+ (feucht), Lichtzahl L = 2 (schattig), Reaktionszahl R = 2 (sauer), Temperaturzahl T = 3 (montan), Nährstoffzahl N = 2 (nährstoffarm), Kontinentalitätszahl K = 2 (subozeanisch).

## Systematik
Die Erstveröffentlichung erfolgte 1762 unter dem Namen (Basionym) Juncus sylvaticus durch William Hudson in Flora Anglica, Seite 132. Die Neukombination zu Luzula sylvatica (Huds.) Gaudin wurde 1811 durch Jean Gaudin in Agrostologia helvetica ..., Band 2, Seite 240 veröffentlicht. Weitere Synonyme für Luzula sylvatica (Huds.) Gaudin sind: Juncus maximus Reichard, Juncus montanus Lam., Luzula maxima (Reichard) DC.
Je nach Autor gibt es etwa vier Unterarten unterschieden, wobei sich die zwei zuerst genannten in ihrer Verbreitung auf den Norden der Iberischen Halbinsel sowie Süditalien, besonders Sizilien beschränken:
- Luzula sylvatica subsp. henriquesii (Degen) Pirajá: Sie kommt im nördlichen Portugal und nördlichen Spanien vor.[5]
- Luzula sylvatica subsp. sicula (Parl.) K.Richt.: Sie kommt in Süditalien und Sizilien vor.[5]
- Gewöhnliche Wald-Hainsimse (Luzula sylvatica subsp. sylvatica) – mit 10 bis 15 Millimeter breiten Grundblättern; großer, mehrfach zusammengesetzter Blütenstand. Die Wuchshöhe beträgt 50 bis 80 Zentimeter. Sie kommt von Europa bis zum Kaukasusraum vor.[5]
- Siebers Wald-Hainsimse (Luzula sylvatica subsp. sieberi (Tausch) K.Richt., Syn.: Luzula sieberi Tausch): Mit nur 3 bis 6 Millimeter breiten Grundblättern; der Blütenstand ist kleiner und sehr locker. Ihre Wuchshöhe ist 40 bis 50 Zentimeter. Die Kapselfrucht ist meist deutlich länger als die Blütenhülle.[1] Sie kommt in Spanien, Frankreich, Italien, in der Schweiz, in Bayern[8], Österreich und im früheren Jugoslawien vor.[6] Sie gedeiht auf sauerhumosen Böden meist in der subalpinen Stufe in Fichtenwaldgesellschaften (Homogyno-Piceetum) und in Zwergstrauchgesellschaften (Vaccinio-Rhododendretum).[1]

## Verwendung
Die Wald-Hainsimse wird öfters als dekorative, rasige Zierpflanze in Anlagen kultiviert und ist auch empfehlenswert für Wildpflanzengärten, vor allem für die Nordlagen; sie ist aber ausbreitungsfreudig und findet sich auch in Gärten wieder, in denen sie nie angepflanzt wurde. Sie scheint im „Pflanzenhandel“ Waldmarbel genannt zu werden.